# Castello De Sterlich-Aliprandi
Das Castello De Sterlich-Aliprandi ist eine Höhenburg über dem Dorf Nocciano in der Provinz Pescara. Sie gehört der Gemeinde Nocciano und wurde 1993 restauriert. Heute ist dort das Museo delle Arti (dt.: Kunstmuseum) untergebracht.

## Geschichte

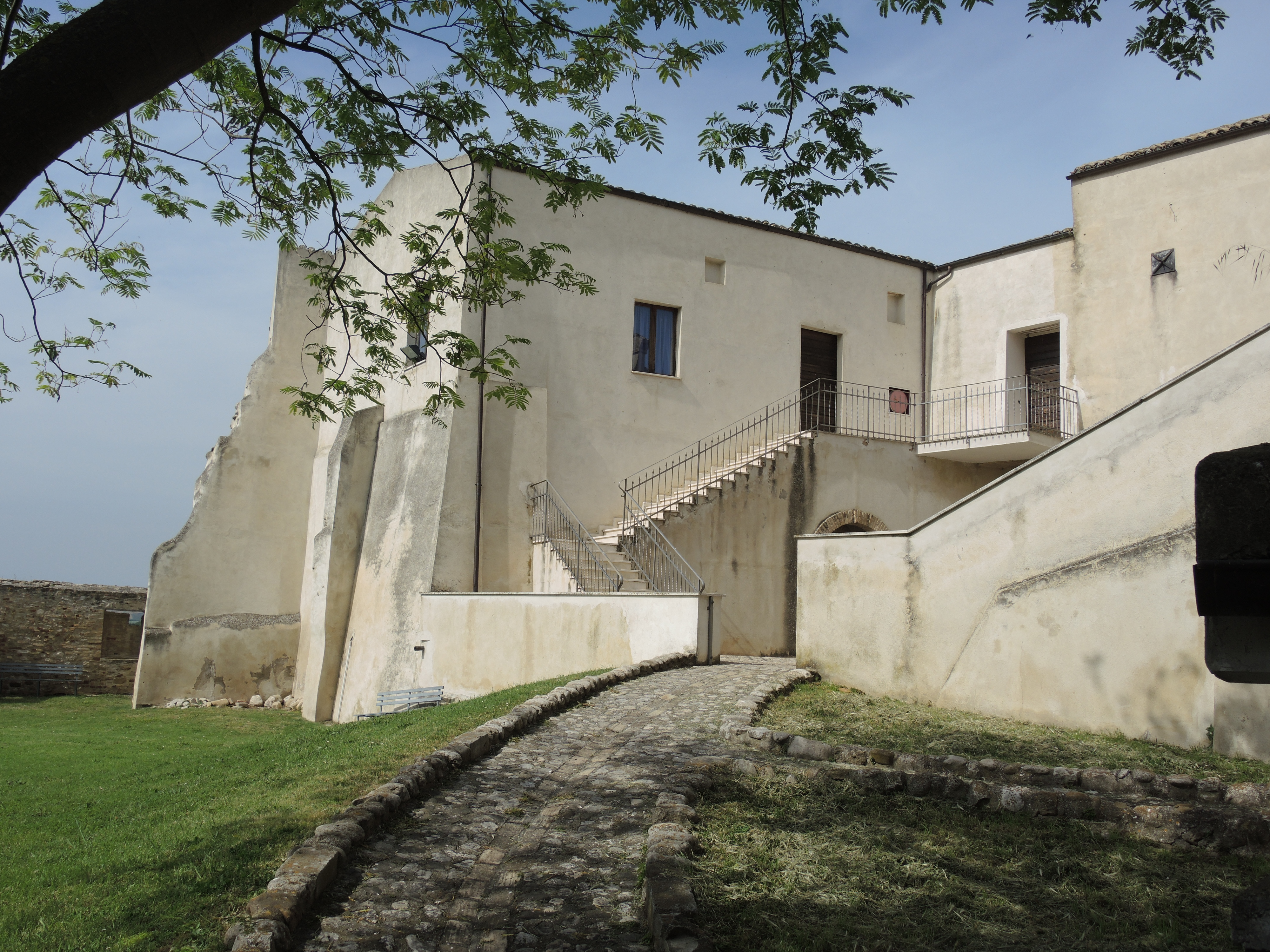
Innenhof

Die Burg zwischen den Tälern des Cigno, der Pescara und der Nora wurde um das Jahr 1000 errichtet. Der Kern ist der große, mehreckige Turm, der nach und nach in das heutige Gebäude integriert wurde.
Die Geschichte der Burg ist eng mit der der Familie De Sterlich-Aliprandi verbunden, die in Nocciano ab dem 15. oder 16. Jahrhundert ansässig war. Sie blieb bis zur Mitte des 20. Jahrhunderts Eigentümer und ließ das Aussehen des Verteidigungsbauwerks in das einer Adelsresidenz verändern.

## Beschreibung
Die Burg hat einen unregelmäßigen Grundriss, der einem doppelten „L“ ähnelt. In die Burg gelangt man über eine lange Rampe, die zum Haupteingang führt, über dem ein Rundbogen thront. Wenn man eintritt, findet man sich in einem gepflasterten Hof, der auf einer Seite zum Garten hin offen ist.
Das Hauptgeschoss zeigt eine Loggia, die aus drei Arkaden gebildet wird, und eine weitere Loggia mit acht Arkaden auf der Außenseite.